# Roxbert Martin
Roxbert Martin, född den 5 november 1969, är en jamaicansk före detta friidrottare som tävlade i kortdistanslöpning.
Martin tävlade huvudsakligen på 400 meter och trots att han noterat 44,49, vilket 2009 var nationsrekord på distansen, lyckades han inte nå framskjutna placeringar vid internationella mästerskap.
Vid Olympiska sommarspelen 1996 slutade han sexa, vid samma mästerskap blev han bronsmedaljör i stafetten över 4 x 400 meter. 
Vid VM 1997 blev han utslagen i semifinalen och vid inomhus-VM 1999 blev han femma. 

## Personliga rekord
- 400 meter - 44,49